# Comes a Time
Comes a Time är ett album av Neil Young, utgivet 1978. Young återvänder här till det akustiska countryrocksoundet från Harvest (1972). Albumet nådde sjundeplatsen på Billboardlistan, hans första topp tio-placering sedan just Harvest.
Liksom på föregångaren American Stars 'n Bars medverkar sångerskan Nicolette Larson på albumet. Crazy Horse medverkar på spåren "Look Out for My Love" och "Lotta Love".

## Låtlista
Samtliga låtar skrivna av Neil Young, om annat inte anges.
1. "Goin' Back" - 4:43
2. "Comes a Time" - 3:05
3. "Look Out for My Love" - 4:06
4. "Lotta Love" - 2:40
5. "Peace of Mind" - 2:40
6. "Human Highway" - 3:09
7. "Already One" - 4:53
8. "Field of Opportunity" - 3:08
9. "Motorcycle Mama" - 3:08
10. "Four Strong Winds" (Ian Tyson) - 4:07

## Listplaceringar
| Lista (1978)   | Position             |
| -------------- | -------------------- |
| Finland        | 10                   |
| Frankrike      | 2                    |
| Japan          | 65 (Oricon)          |
| Kanada         | 4 (RPM)              |
| Nederländerna  | 3                    |
| Norge          | 9 (VG-lista)         |
| Storbritannien | 42 (UK Albums Chart) |
| USA            | 7 (Billboard 200)    |